# Therèse (film)
Therèse är en svensk film  från 1916 i regi av Victor Sjöström.

## Handling
Den handlar om en flicka, vars namn är Therese.

## Om filmen
Filmen premiärvisades 2 oktober 1916 på Cosmorama i Göteborg. Som förlaga till filmen har man två manus av författarna Johanne Skram Knudsen och Poul Knudsen. Filmen kan ses som den sista akten till filmen Gatans barn från filmåret 1914, i början av filmen känner man ett starkt ekot av hur Gatans barn slutade, modern som måste lämna sitt lilla barn och förbjuds att någonsin mer träffa det, men namn, personer och miljöer är helt nya. Inspelningen skedde vid Svenska Biografteaterns ateljé i Stockholm med några scener filmade i Röda Kvarns foajé av Henrik Jaenzon. Manusförfattaren E.V. Juhlström är ett pseudonym för Ester Julin och Victor Sjöström. Filmen exporterades till en rad länder bland annat Argentina, Chile och Frankrike

## Rollista (i urval)
- Lili Bech – Therèse
- Lars Hanson – Gerhard, student
- Albin Lavén – Rell, häradshövding
- Mathias Taube – Kembell, advokat
- Robert Sterling Ramb, kriminalrättsassessor
- Albert Ståhl – Donne
- Josua Bengtson – Detektiv
- Jenny Tschernichin-Larsson – Mor till Therèse